# Vĩnh Bình (tỉnh)
Vĩnh Bình là một tỉnh cũ thuộc Tây Nam Bộ, Việt Nam Cộng hòa, sau thuộc Cộng hòa Miền Nam Việt Nam. Tồn tại từ ngày 3 tháng 1 năm 1957 đến ngày 27 tháng 12 năm 1975.

## Vị trí địa lý
Tỉnh Vĩnh Bình có vị trí địa lý:
- Phía Bắc giáp tỉnh Vĩnh Long
- Phía Tây giáp tỉnh Ba Xuyên
- Phía Nam giáp Biển Đông
- Phía Đông giáp tỉnh Kiến Hòa

## Hành chính
Tỉnh Vĩnh Bình có thị xã Phú Vinh và 7 quận: Càng Long, Cầu Kè, Cầu Ngang, Châu Thành, Long Toàn, Tiểu Cần, Trà Cú.

## Lịch sử
Ngày 3 tháng 1 năm 1957, Ngụy quyền Sài Gòn ban hành Sắc lệnh số 3-NV/HC/NĐ về việc đổi tên tỉnh Trà Vinh thành tỉnh Vĩnh Bình. Đổi tên xã Long Đức thành xã Phú Vinh; chọn làm lỵ sở của quận Châu Thành và của tỉnh Vĩnh Bình. Đổi tên tỉnh lỵ Trà Vinh thành thị xã Phú Vinh (do lấy theo tên xã Phú Vinh thuộc quận Châu Thành là nơi đặt tỉnh lỵ). Dời lỵ sở của quận Càng Long về Bình Phú.
Tỉnh Vĩnh Bình có thị xã Phú Vinh (tỉnh lỵ), 9 quận; 20 tổng với 75 xã.
| Đơn vị hành chính tỉnh Vĩnh Bình | Đơn vị hành chính tỉnh Vĩnh Bình | Đơn vị hành chính tỉnh Vĩnh Bình                  | Đơn vị hành chính tỉnh Vĩnh Bình | Đơn vị hành chính tỉnh Vĩnh Bình |
| STT                              | Quận                             | Tổng                                              | Quận lỵ                          |                                  |
| -------------------------------- | -------------------------------- | ------------------------------------------------- | -------------------------------- | -------------------------------- |
| 1                                | TX. Phú Vinh                     |                                                   | Tỉnh lỵ                          |                                  |
| 2                                | Châu Thành                       | Trà Bình, Trà Nhiêu, Trà Phú                      | Phú Vinh                         |                                  |
| 3                                | Càng Long                        | Bình Khánh, Bình Khánh Thượng, Bình Phước         | Bình Phú                         |                                  |
| 4                                | Cầu Ngang                        | Bình Trị, Vĩnh Lợi                                | Mỹ Hòa                           |                                  |
| 5                                | Cầu Kè                           | Tuân Giá                                          | Hòa Ân                           |                                  |
| 6                                | Long Toàn                        | Vĩnh Trị                                          | Long Toàn                        |                                  |
| 7                                | Tiểu Cần                         | Ngãi Thạnh                                        | Tiểu Cần                         |                                  |
| 8                                | Trà Cú                           | Ngãi Hòa Thượng, Ngãi Hòa Trung, Thanh Hòa Thượng | Ngãi Xuyên                       |                                  |
| 9                                | Trà Ôn                           | Bình Lễ, Bình Thới, Thành Trị                     | Tân Mỹ                           |                                  |
| 10                               | Vũng Liêm                        | Bình Hiếu, Bình Quới, Bình Trung                  | Trung Thành                      |                                  |

Tháng 2 năm 1957, Liên Tỉnh ủy miền Tây ban hành Quyết định về việc:
- Điều chỉnh địa giới tỉnh Trà Vinh.
- Giải thể tỉnh Tam Cần.

Tỉnh Trà Vinh có thị xã Trà Vinh và 8 huyện (không có huyện Long Toàn).
Tháng 4 năm 1957, Tỉnh ủy Trà Vinh ban hành Quyết định về việc sáp nhập huyện Tiểu Cần vào huyện Cầu Kè.
Tháng 2 năm 1961, Tỉnh ủy Trà Vinh Quyết định về việc sáp nhập xã Long Đức thuộc huyện Châu Thành vào thị xã Trà Vinh.
Tháng 2 năm 1962, Tỉnh ủy Trà Vinh ban hành Quyết định về việc:
- Thành lập huyện Duyên Hải trên cơ sở quận Long Toàn của chế độ Sài Gòn.
- Sau đó, sáp xã Long Hữu vào huyện Cầu Ngang.

Sau năm 1965, các tổng đều bị giải thể.
Ngày 14 tháng 1 năm 1967, chính quyền Đệ Nhị Cộng hòa ban hành Sắc lệnh số 06/SL/ĐUHC về việc tách hai quận Vũng Liêm và Trà Ôn ra khỏi tỉnh Vĩnh Bình nhập vào tỉnh Vĩnh Long.
Tỉnh Vĩnh Bình còn lại thị xã Phú Vinh (tỉnh lỵ) và 7 quận: Châu Thành, Trà Cú, Tiểu Cần, Càng Long, Cầu Kè, Cầu Ngang, Long Toàn; 15 tổng; 52 xã; 409 ấp.
| Tình hình hành chánh xã, ấp trong tỉnh Vĩnh Bình | Tình hình hành chánh xã, ấp trong tỉnh Vĩnh Bình | Tình hình hành chánh xã, ấp trong tỉnh Vĩnh Bình | Tình hình hành chánh xã, ấp trong tỉnh Vĩnh Bình |
| STT                                              | Quận                                             | Xã                                               | Ấp |
| ------------------------------------------------ | ------------------------------------------------ | ------------------------------------------------ | --- |
| 1                                                | Càng Long                                        | An Trường                                        | 2, 3, 4, 5, 6, 7, 8, 9A |
| 1                                                | Càng Long                                        | Bình Phú                                         | Cây Cách, Nguyệt Lãng A, Nguyệt Lãng B, Phú Hưng, Phú Phong |
| 1                                                | Càng Long                                        | Đại Phước                                        | Hạ, Kinh Ngay, Rạch Bèo, Thượng, Trung |
| 1                                                | Càng Long                                        | Đức Mỹ                                           | Chợ, Dừa Đỏ, Đại Đức, Đức Hiệp, Đức Mỹ A, Đức Mỹ B, Nhuận Thành |
| 1                                                | Càng Long                                        | Huyền Hội                                        | Cầu Xây, Chợ, Bình Hội, Giồng Ất, Huyền Báo, Làng Mới, Lưu Tư |
| 1                                                | Càng Long                                        | Mỹ Cẩm                                           | 2, 4, 7, 9, Chợ, Mỹ Huệ, Nhất |
| 1                                                | Càng Long                                        | Phương Thạnh                                     | Chợ Ba – Si, Chùa, Đầu Giồng, Hưng Nhượng, Phú Hòa, Thiện Chánh |
| 1                                                | Càng Long                                        | Tân An                                           | An Chánh, An Định Cầu, An Định Giồng, An Thạnh, Cả Chương, Chợ, Đại An, Nhà Thờ, Ninh Bình |
| 2                                                | Cầu Kè                                           | An Phú Tân                                       | Đinh An, Hòa An |
| 2                                                | Cầu Kè                                           | Châu Điền                                        | Hưng Ninh, Hưng Thịnh, Lương Hòa |
| 2                                                | Cầu Kè                                           | Hòa Ân                                           | Bà My, Châu Thành, Chông Nô 1, Chông Nô 2, Chông Nô 3, Chùa Phật, Giồng Dầu, Giồng Lớn, Sóc Ruộng, Tà Kháo |
| 2                                                | Cầu Kè                                           | Phong Phú                                        | Kinh Xáng, Mỹ Văn, Nhất, Nhì |
| 2                                                | Cầu Kè                                           | Phong Thạnh                                      | Bà, Nhất, Nhì, Thom Rom |
| 2                                                | Cầu Kè                                           | Tam Ngãi                                         | Bưng Lớn, Ngải Nhất, Ngải Nhì, Ngọc Hồ |
| 2                                                | Cầu Kè                                           | Thông Hòa                                        | 1, 3, Bà Nghệ, Kinh Ngang, Kinh Xuôi, Ô Chích, Trà Mẹt |
| 3                                                | Cầu Ngang                                        | Hiệp Hòa                                         | Bình Tân, Cổ Sang, Giếng Học, Giữa, Hòa Lục, Kim Câu, Kim Hòa, Năn Nơn, Phiêu, Sóc Chuối, Sóc Xoài, Tháp |
| 3                                                | Cầu Ngang                                        | Hiệp Mỹ                                          | Bần Bèo, Cái Già, Chợ, Lồ Ồ, Mỹ Quý |
| 3                                                | Cầu Ngang                                        | Long Sơn                                         | Bàu Mốt, Cây Me, La Bang, Ô Răng, Sóc Giụp, Sóc Mới, Tân Lập |
| 3                                                | Cầu Ngang                                        | Mỹ Hòa                                           | Bào Sen, Cẩm Hương, Minh Thuận, Mỹ Cẩm A, Mỹ Cẩm B, Nô Công, Sóc Chùa, Sóc Hoang, Thủy Hòa, Trà Kim, Vĩnh Ngũ |
| 3                                                | Cầu Ngang                                        | Mỹ Long                                          | Bến Đáy Chợ, Bến Đáy Trên, Bến Đáy Trung, Bến Kinh, Hạnh Mỹ, Mỹ Thập, Ba, Nhì, Nhứt, Tư |
| 3                                                | Cầu Ngang                                        | Ngũ Lạc                                          | Bổn Thanh, Cây Xoài, Lạc Hòa, Lạc Sơn, Lạc Thạnh, Mé Láng A, Mé Láng B, Rọ Xây, Sóc Ớt, Sóc Ruộng, Thốt Nốt |
| 3                                                | Cầu Ngang                                        | Nhị Trường                                       | Ba So, Bông Ven, Căn Nom, Chông Bát, Chông Văn A, Chông Văn B, Cós Xoài A, Cós Xoài B, Giồng Tranh, La Ca Củ, La Cà Mới, Ô Lựa |
| 3                                                | Cầu Ngang                                        | Vĩnh Kim                                         | Cà Tum, Đại Thôn, Giồng Lớn A, Giồng Lớn B, Mai Hương, Rẩy |
| 4                                                | Châu Thành                                       | Đa Lộc                                           | Ba Tiêu A, Ba Tiêu B, Bàu Sơn, Chợ, Giồng Lức, Hương Phụ A, Hương Phụ B, Thanh Trì |
| 4                                                | Châu Thành                                       | Hòa Thuận                                        | Bích Trì, Chăng Mật, Đa Cần, Đa Hòa, Kỳ La, Qui Nông A, Qui Nông B, Trì Phong, Vĩnh Bảo, Xuân Thạnh |
| 4                                                | Châu Thành                                       | Hưng Mỹ                                          | Bãi Vàng A, Bãi Vàng B, Đại Thôn, Ngãi Hiệp |
| 4                                                | Châu Thành                                       | Long Hòa                                         | Đại Thôn A, Đại Thôn B, Giồng Giá, Phú An, Phú Giáo, Phú Thới, Xếp Phụng |
| 4                                                | Châu Thành                                       | Long Hưng                                        | Bà Liêm, Bà Tồn, Đông Hưng Mới, Thông Lưu |
| 4                                                | Châu Thành                                       | Lương Hòa                                        | Ba Se A, Ba Se B, Bình La, Cầu Xây, Chà Dư, Hòa Lạc A, Hòa Lạc B, Sâm Bua |
| 4                                                | Châu Thành                                       | Nguyệt Hóa                                       | Bến Có, Cổ Tháp A, Cổ Tháp B, Đôn Hóa, Tà Cụ, Xóm Trảng |
| 4                                                | Châu Thành                                       | Phú Vinh                                         | Ba, Diệp Thạch, Long Bình A, Long Bình B, Long Trị, Mã Tiền, Mỹ Cần A, Mỹ Cần B, Nhì, Nhứt, Sóc Ruộng, Tầm Phương, Tân Ngai, Thanh Lệ, Tri Tân A, Tri Tân B, Tư, Vĩnh Yên A, Vĩnh Yên B                                            |
| 4                                                | Châu Thành                                       | Phước Hảo                                        | Đa Hòa, Đại Thôn A, Đại Thôn B, Hòa Hảo, Ô Cà Đa, Trà Cuôn, Văn Nhứt A, Văn Nhứt B |
| 4                                                | Châu Thành                                       | Song Lộc                                         | Phú Khánh, Phú Lân, Trà Nốc |
| 4                                                | Châu Thành                                       | Thanh Mỹ                                         | Đầu Giồng, Kinh Xuôi A, Kinh Xuôi B, Ngã Ba, Nhà Dựa, Phú Mỹ A, Phú Mỹ B, Phú Nhiêu A, Phú Nhiêu B, Phú Thọ, Thanh Nguyên A, Thanh Nguyên B                                                                                        |
| 5                                                | Long Toàn                                        | Long Hữu                                         | Hiệp Thạnh, Long Pha, Sóc Ớt Mới |
| 5                                                | Long Toàn                                        | Long Toàn                                        | Cồn Cả, Đình Cũ, Long Khánh, Long Lộc, Phước Hội, Vĩnh Khánh |
| 5                                                | Long Toàn                                        | Long Vĩnh                                        | Cái Đôi Chợ, Cái Đôi Lộ, Thốt Lốt, Thốt Lốt Dưới, Trà Côn, Vũng Tàu |
| 6                                                | Tiểu Cần                                         | Hiếu Tử                                          | Bến Cát, Lò Ngò, Ô Đùng, Ô Trao, Ô Trom, Tân Đại, Tân Trung Giồng |
| 6                                                | Tiểu Cần                                         | Hùng Hòa                                         | Chợ, Nhì, Phụng Sa, Sấu |
| 6                                                | Tiểu Cần                                         | Long Thới                                        | Cầu Tre, Định An, Định Bình, Định Phú A, Định Quới A, Định Quới B, Định Tấn, Trinh Phụ |
| 6                                                | Tiểu Cần                                         | Tân Hòa                                          | Tân Thạnh Đông, Tân Thạnh Tây |
| 6                                                | Tiểu Cần                                         | Tập Ngãi                                         | Chánh Hội, Giồng Tranh, Ngãi Trung, Ông Xây, Thánh Đường |
| 6                                                | Tiểu Cần                                         | Tiểu Cần                                         | Bà Ép, Cây Hẹ, Cầu Tre, Châu Thành, Đại Mong, Đại Trường, Ô Ét, Phú Thọ, Sóc Tre, Thầy Kinh, Xóm Vó. |
| 7                                                | Trà Cú                                           | An Quảng Hữu                                     | Chợ Bắc Trang, Leng, Ngã Ba, Phố Giữa, Sóc Tro Dưới, Sóc Tro Giữa, Sóc Tro Trên, Xoài Lơ |
| 7                                                | Trà Cú                                           | Đại An                                           | Bến Chùa, Cây Da, Chợ Trà Kha, Giồng Đình, Giồng Giữa, Giồng Lớn A, Giồng Lớn B, Mé Rạch, Mé Rạch B, Sà Lôn, Trà Kha |
| 7                                                | Trà Cú                                           | Đôn Châu                                         | Ba Sát, Bà Giam, Bà Nhì A, Bà Nhì B, Bào Môn A, Bào Môn B, Cả Srây, Chợ Tham Đua, Cos Lạch, La Bang Chợ, La Bang Chùa, Quảng Âm, Sa Văng, Tà Rom A, Tà Rom B, Tham Đua Dưới, Tham Đua Trên, Thốt Lốt, Thốt Lốt B                   |
| 7                                                | Trà Cú                                           | Hàm Giang                                        | Cà Hom A, Cà Hom B, Cà Săn A, Cà Săn B, Cà Tốc, Nhuệ Tứ A, Nhuệ Tứ B, Vàm Ray, Trà Tro A, Trà Tro B |
| 7                                                | Trà Cú                                           | Long Hiệp                                        | Ba Cụm, Ba Trạch Dưới, Ba Trạch Trên, Ba Tục, Giồng Chanh, Kos Lốp, Nô Dung, Nô Đùng, Nô Kè A, Nô Kè B, Nô Men, Rạch Bót A, Rạch Bót B, Sà Vần A, Sà Vần B, Sóc Ruộng, Tha La A, Tha La B, Trà Sất Chơ, Trà Sất Dưới, Trà Sất Trên |
| 7                                                | Trà Cú                                           | Lưu Nghiệp Anh                                   | Chợ Bến Dừa, Chợ Trên, Lưu Cừ 1, Lưu Cừ 2, Mộc Anh |
| 7                                                | Trà Cú                                           | Ngãi Xuyên                                       | Ba Tục, Bãi Xào, Bãi Xào Chót, Cầu Hanh, Giữa A, Giữa B, Giồng Ông Thình, Kos La, Ngã Ba, Sóc Chà, Thanh Xuyên, Trà Les, Xoài Thum, Xoài Xiêm                                                                                      |
| 7                                                | Trà Cú                                           | Phước Hưng                                       | Bến Chùa A, Bến Chùa B, Chòm Chuối, Chợ Cầu Cõng, Chợ Dưới, Chợ Giữa, Chợ Trên, Đầu Giồng A, Đầu Giồng B, Trạm |
| 7                                                | Trà Cú                                           | Tập Sơn                                          | Bà Tây A, Bà Tây B, Bến Trị, Chợ Bà Trót, Đôn Chụm A, Đôn Chụm B, Đồn Điền, Leng, Thốt Nốt |

Năm 1967, Liên Tỉnh ủy miền Tây ban hành Quyết định về việc tách 2 huyện: Vũng Liêm và Trà Ôn thuộc tỉnh Trà Vinh về tỉnh Vĩnh Long. Đồng thời, Tỉnh ủy Trà Vinh ban hành Quyết định về việc sáp nhập các xã: Hòa Thuận, Lương Hòa, Nguyệt Hóa thuộc huyện Châu Thành vào thị xã Trà Vinh.
Đầu năm 1969, Tỉnh ủy Trà Vinh ban hành Quyết định về việc tách các xã: Hòa Thuận, Lương Hòa, Nguyệt Hóa thuộc huyện Châu Thành để tái lập ranh giới thị xã Trà Vinh và huyện Châu Thành như cũ.
Tháng 4 năm 1971, Tỉnh ủy Trà Vinh ban hành Quyết định về việc tái lập 2 huyện Tiểu Cần và Duyên Hải.
Ngày 27 tháng 7 năm 1971, Tỉnh trưởng Vĩnh Bình ban hành Quyết định số 0501-HCĐP về việc phân chia địa bàn nội ô tỉnh lỵ Phú Vinh theo quy chế đô thị thành 4 ấp: I, II, III, IV thuộc xã Phú Vinh (bao gồm 19 ấp).
Ngày 27 tháng 12 năm 1975, tỉnh Vĩnh Bình hợp nhất với tỉnh Vĩnh Long thành tỉnh Cửu Long. Từ đó, tỉnh Vĩnh Bình không còn tồn tại.